# Auñón
Auñón település Spanyolországban, Guadalajara tartományban. Auñón Alhóndiga, Alocén, Sacedón, Sayatón, Fuentelencina és Berninches községekkel határos. Lakosainak száma 159 fő (2024).

## Népesség
A település lakosságának változását az alábbi diagram mutatja:
| Lakosok száma | 251  | 254  | 234  | 217  | 194  | 177  | 157  | 142  | 140  | 159  |
|               | 2001 | 2004 | 2006 | 2009 | 2011 | 2014 | 2016 | 2019 | 2021 | 2024 |